# Barbarian F.C.
Barbarian Football Club es un equipo de rugby por invitación con sede en Reino Unido. Conocidos como los Barbarians y teniendo el apodo de los Baa-Baas, su uniforme tradicional es de color blanco y negro, aunque los jugadores mantienen en sus calcetas los colores originales de los clubes en que se formaron, o en aquellos en los que militan actualmente cuando lo anterior no es posible. 
La membresía es por invitación y el único requisito considerado al emitir una invitación es el estándar de las habilidades de un jugador, debiendo, además, tener un comportamiento correcto tanto dentro como fuera del campo de juego. El hecho de que se le propusiese formar parte de los Barbarians es un honor y no se limita únicamente a los jugadores británicos o irlandeses. En consecuencia, los jugadores de más de veinticinco países han tenido el honor de defender los colores del club. Tradicionalmente, al menos un jugador que no haya participado en partidos internacionales se selecciona para cada partido[cita requerida].
Los Barbarians tradicionalmente juegan seis encuentros anuales, Penarth, Cardiff, Swansea y Newport durante su gira de Pascua; un juego de Boxing Day con Leicester y el Mobbs Match Memorial contra East Midlands en primavera. En 1948, los Barbarians fueron invitados a enfrentarse con Australia como parte de la gira del equipo de Gran Bretaña, Irlanda y Francia. Aunque inicialmente esta gira fue diseñada para recaudar de fondos, hacia el final de la gira el encuentro se convirtió en una fecha popular para las naciones de gira con Gran Bretaña y la tradición de los Barbarians.
El 29 de mayo de 2011, durante el descanso del partido de los Barbarians contra Inglaterra en Twickenham, Barbarian F.C. y William Percy Carpmael, fundador y primer presidente de los Barbarians, fueron honrados por sus excepcionales contribuciones a este deporte con la entrada al Salón de la Fama de World Rugby.
A nivel mundial, muchos clubes de invitación se basan en el Barbarian Football Club, en particular, el Barbarian Rugby Club, también conocido como los Barbarians franceses, y otros, tanto en el rugby como en otros deportes.

## Historia

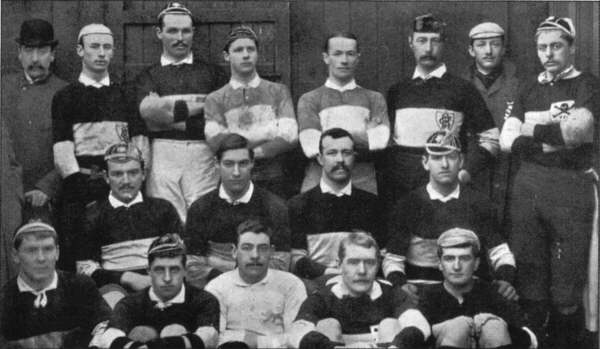
Equipo Barbarians que se enfrentó a Huddersfield, diciembre de 1891

Los  Barbarians fueron formados por William Percy Carpmael, quién había jugado al rugby para la Universidad de Cambridge, y que había sido parte del equipo de Cambridge, con el cual hubo llevado a cabo una gira de Yorkshire en 1884. Inspirado por la cultura detrás de giras cortas de rugby, organizó su primera gira en 1889 con Clapham Rovers, el cual fue seguido por una gira en 1890 con un equipo de invitación llamado Southern Nomads. En esa época prácticamente todos los clubes dejaron de jugar a principios de marzo y no hubo visitas ni jugadores 'empaquetados' hasta la temporada siguiente. En 1890 se llevó a los Southern Nomads -compuestos principalmente por jugadores de Blackheath- en un recorrido por algunos condados del Norte de Inglaterra.
Su idea recibió un fuerte apoyo de los principales jugadores, en particular los exjugadores universitarios. El 8 de abril de 1890, en el Restaurante Leuchters y más tarde en el Hotel Alexandra en Bradford, el concepto de los Barbarians fue aceptado. El equipo recorrió más tarde ese año y venció al Hartlepool Rovers 9-4 el 26 de diciembre en su primer encuentro.
El equipo recibió el lema de manos de Walter Julius Carey, antiguo obispo de Bloemfontein y antiguo miembro de los Barbarians: 
"Rugby Football es un juego para caballeros en todas las clases, pero no es para malos deportistas de cualquier clase."

## Partidos tradicionales
La naturaleza de los Barbarians es hacer giras con un calendario de diversos partidos, pero en un número de puntos en la historia del club que se han asentado durante un tiempo en un patrón regular. La mayoría de estos partidos regulares han quedado en el camino, mientras que otros continúan hasta nuestros días:
- Boxing Day: Partido contra Leicester Tigers (este comenzó en 1909 como el tercer y último partido de la gira de Navidad). Se jugó por última vez como uno de los fijos en marzo de 2006, pero regresó en noviembre de 2014, cuando los Barbarians vencieron 59-26 a Leicester en la temporada de su 125.º aniversario.
- Edgar Mobbs Match Memorial: Creado para Edgar Mobbs, quien murió en la Primera Guerra Mundial. Jugado en los Jardines de Franklin contra los Northampton Saints, Bedford Blues o East Midlands select XV. El primer partido tuvo lugar el 10 de febrero de 1921, y en años posteriores se convirtió en una tradición en el primer jueves de marzo. El último Mobbs Match Memorial jugado por los Barbarians tuvo lugar en abril de 2011. Desde entonces, el British Army ha reemplazado a los Barbarians como equipo invitado.
- Tour de Pascua: Tradicionalmente cuatro partidos contra Penarth RFC (el Viernes Santo), Cardiff RFC/Cardiff Blues (el Sábado Santo); Swansea RFC (el Lunes de Pascua) y Newport RFC (el martes siguiente al Lunes de Pascua). El partido contra Penarth se abandonó como partido fijo después de 1986, aunque en 2001 un partido conmemorativo , reconociendo los 100 años desde el primer partido del Viernes Santo, se jugó en el Athletic Field al lado de la casa club Penarth el día antes de que los Barbarians jugasen en Gales en el Estadio Millennium.
- The Final Challenge: Jugado como el último partido de una gira del Reino Unido contra Australia, Nueva Zelanda y Sudáfrica. Debido a los cambios en el juego en los últimos años, las largas giras han desaparecido y hay menos posibilidades de este desafío. El tour regresó el 3 de diciembre de 2008, cuando los Barbarians jugaron Australia en el Estadio Wembley, el primer partido de rugby que se jugará allí desde su reinauguración.
- Día del Recuerdo: juego contra los Servicios Combinados, en el mes de noviembre. El encuentro se jugó por primera vez en 1997 y el juego más reciente, en 2014, dio lugar a una victoria 31-15 a los Barbarians.

Por lo general compiten contra equipos de los países de origen (Inglaterra, Gales, Escocia e Irlanda), así como otras partes internacionales.